# Кончита Кембъл
Кончита Елизабет Кембъл (на английски: Conchita Campbell, родена на 25 октомври 1995 г.) е актриса от Канада.

## Биография
Кончита, родена на 25 октомври 1995 година във Ванкувър, Канада. Семейството ѝ е от смесен брак на родителите ѝ, които са от Канада и Полша. Кончита, демонстрира в семейната си среда, още от най-ранна възраст, възможност за развитие в различни области. От малка, влага огромно старание във всекидневните си занимания, като танци, акробатика, плуване и актьорско майсторство. Старае се да бъде „най-добрата“ във всичко, с което се захване, в това число, тя се старае да не пропуска нито едно от заниманията си, било в училище или на тренировки. Като развлечение, Кончита, обича да пътува с родителите си до Европа и Полша, и да дружи с приятелите си от снимачната площадка.
Кембъл се увлича в изучаването на полски и английски език, също така тренира балет, и се занимава с джаз.
Кембъл става популярна с ролята си на Мая Скурис, в хита на USA Network channel, 4400, в който, тя се въплатява в ролята на дете, което е изчезнало от десетилетия, и се завръща незасегната от годините, със способност, която ѝ позволява да предвижда бъдещето.
Кончита Кембъл, също така прави две изяви в ТВ-сериала на канал CTV, Забравени досиета. Тя участва във филма Wilder Days, с участието на Питър Фолк и Тимъти Дейли през 2003. През 2004 участва във филма Pursued. Също така прави Филмов дебют, в популярната комедия Страшен филм 4.

## Филмография

### Телевизия
| Година     | Сериал            | Роля           | Епизод                 |
| ---------- | ----------------- | -------------- | ---------------------- |
| 2003       | Справедлива кауза | Емма/Абигейл   | „Криеница“             |
| 2005       | Zixx: Ниво две    | Фрида          | „Pet Project“          |
| 2005       | Забравени досиета | Малката Ейприл | „The Filth: Part 1“    |
| 2005       | Забравени досиета | Малката Ейприл | „And the Fury: Part 2“ |
| 2007       | Свръхестествено   | Маги Томсън    | „Playthings“           |
| 2004- 2007 | 4400              | Мая Скурис     | 42 епизода             |

### Кино
| Година | Филм           | Роля             | Бележки       |
| ------ | -------------- | ---------------- | ------------- |
| 2003   | Wilder Days    | Лекси Морз       | ТВ-филм       |
| 2004   | Pursued        | Алисън Кийтс     |               |
| 2005   | Bob the Butler | Баскетболистката | Изтрити сцени |
| 2006   | Страшен филм 4 | Рейчъл           |               |